# Michael F. Feldkamp
Michael-Frank Feldkamp (* 23. dubna 1962 Kiel) je německý historik.

## Život
Feldkamp maturoval v roce 1982 na gymnáziu Carolinum v Osnabrücku. V období 1983-1985 studoval dějiny, katolickou teologii, pedagogiku a filozofii na univerzitě v Bonnu. Posléze v letech 1985-1986 studoval církevní dějiny se zaměřením na diplomatiku a pomocné vědy historické na Papežská univerzita Gregoriana v Římě. V roce 1990 složil první státní zkoušku v Kolíně. V roce 1986 a v období 1990-1991 byl Feldkamp stipendistou na Německém historickém institutu v Římě. Poté, co biskupská studentská nadace Cusanuswerk v roce 1992 podpořila jeho výzkum na téma papežská diplomacie v 17. a 18. století, obdržel ještě v prosinci téhož roku doktorát u Raymunda Kottjeho.
Začátkem roku 1993 se stal vědeckým pracovníkem archivu Německého spolkového sněmu, kde se zabýval zpracováním publikací Parlamentní rady za období 1948-1949. V letech 1996-1997 působil Feldkamp v Institutu pro novodobé dějiny v Mnichově. Těžištěm jeho práce bylo zpracovávání dokumentů ministerstva zahraničí týkajících se zahraniční politiky Spolkové republiky Německa. Od roku 2000 je redaktorem publikace „Dějiny Spolkového sněmu“ a pracovníkem protokolu Německého spolkového sněmu. Dále rovněž píše projevy a životopisy a publikuje na téma současných i historických otázek.
Feldkamp je čestným členem Královská akademie sv. Ambrože od roku 2015.

## Dílo
Feldkamp publikoval četné studie a práce na téma dějiny biskupství v Osnabrücku od pozdního středověku do raného novověku, dějiny papežské diplomacie, kolínské nunciatury, dějiny vědy a historie univerzity.
V zahraniční je znám svými články a publikacemi o vztahu katolické církve k národnímu socialismu. Jeho výzkumná práce z roku 2000 s titulem „Pius XII. a Německo“ si klade za cíl předložit širšímu okruhu čtenářů nestranný a komplexní pohled na tuto problematiku. Toto dílo lze současně považovat za první vědeckou odpověď na knihu Johna Cornwella „Pius XII.- papež, který mlčel“. Feldkamp zde korigoval Cornwellovu interpretaci historie vzniku konkordátu se Srbskem v roce 1916 a poukázal na významnou chybu, jež vznikla při překladu z italských dokumentů do anglického i německého vydání.
Ve své knize „Goldhagens unwillige Kirche“ se Feldkamp postavil proti výkladu Daniela Goldhagena. Goldhagen podle Feldkampa staví na předsudcích, falšování a zřejmě úmyslně zkreslených překladech, a tímto neprávem představuje papeže Pia XII. jako antisemitu a přítele nacistů.
V Německu vzbudily velký zájem Feldkampovy studie k historii vzniku ústavy Spolkové republiky Německo.
Od roku 2000 se zabývá počátky vzniku a fungování Německého spolkového sněmu. V této souvislosti sepsal studie o vztahu Konrada Adenauera a Kurta Schumachera, dále pak biografie Ericha Kählera, Hermanna Ehlerse, Karla Mommera, Paula Löbeho. Je rovněž spoluautorem publikací o policii a o obsluze Spolkového sněmu: „Bundestagspolizei“ a „Saaldiener im Bundestag“.
V roce 2012 se zabýval v rámci biografické skici o Franzi Nüssleinovi tzv. „Nachrufsaffäre“ na spolkovém ministerstvu zahraničních věcí. („Nachrufsaffäre - nekrologová aféra“ vedla k odhalení fašistické minulosti dlouholetého pracovníka spolkového ministerstva zahraničí Franze Nüssleina. Nüsslein byl po 2. světové válce vězněn v Československu, byl ale předčasně propuštěn.)
Díky jeho vědecké a publicistické činnosti jej novinář Wolfram Weimer jmenoval ve své knize „Who is Who mezi katolíky“. Feldkamp byl takto v roce 2012 zařazen mezi 800 nejvýznamnějších zástupců moderního katolicismu v Německu.
Dne 16. května 2009 byl přijat do rytířského Řádu božího hrobu. 17. května 2011 jej jmenoval guvernér německého řádu Heinrich Dickmann jako nástupce Bernharda Blaszkiewitzkeho vedoucím delegátem v Berlíně. Následně 16. května 2015 byl jeho mandát o další čtyři roky prodloužen. Na jaře 2015 ho jmenoval guvernér Dr. Detlef Brümmer pověřencem německého zastoupení pro archív a dějiny řádu.

### Studie o církevních dějinách severního Německa a o regionálních dějinách Osnabrücku
- Anmerkungen zum Stadtplan Osnabrücks von Wenzel Hollar aus dem Jahre 1633, in: Osnabrücker Mitteilungen 88 (1982), S. 230–233 (online-Zusammenfassung: [nedostupný zdroj]).
- Die Statuten der Jesuitenuniversität Osnabrück und ihrer Fakultäten 1632–1633, in: Osnabrücker Mitteilungen 91 (1986), S. 85–139.
- Die Ernennung der Osnabrücker Weihbischöfe und Generalvikare in der Zeit der »successio alternativa« nach römischen Quellen, in: Römische Quartalschrift für christliche Altertumskunde und Kirchengeschichte 81 (1986), S. 229–247
- Die Jesuitenmission in Bremen 1648–1773, in: Archivum Historicum Societatis Iesu 59 (1990), S. 27–74
- Der Nachlaß des Komponisten, Diplomaten und Bischofs Agostino Steffani (1654–1728) im Archiv der Propaganda Fide, in: Quellen und Forschungen aus italienischen Archiven und Bibliotheken 72 (1992), S. 230–313 (online)
- Zur Bedeutung der „successio alternativa“ im Hochstift Osnabrück während des 17. und 18. Jahrhunderts. In: Blätter für deutsche Landesgeschichte 130 (1994), S. 75–110 (online).
- Johannes Alting (1587–1652) – Rektor der Jesuitenuniversität Osnabrück und Weggefährte des Bischofs Franz Wilhelm von Wartenberg. Ein Lebensbild im Zeitalter der Konfessionalisierung, in: Osnabrücker Mitteilungen 100 (1995), S. 75–116

### Studie o papežské diplomacii
- Die Tribunal- und Gebührenordnung der Nuntiatur Madrid aus dem Jahre 1611, in: Archivum Historiae Pontificiae 30 (1992), S. 363–384.
- Bullen von Nuntien und Legaten. Zum Sprachgebrauch des Terminus »Bulle« in der frühen Neuzeit, in: Römische Historische Mitteilungen 34/35 (1992/1993), S. 133–138
- Studien und Texte zur Geschichte der Kölner Nuntiatur. 4 Bde., Città del Vaticano 1993, 1995 und 2008, ISBN 8885042228 – ISBN 888504221X – ISBN 8885042279 – ISBN 9788885042513.
- Die europäischen Nuntiaturen in der frühen Neuzeit unter besonderer Berücksichtigung der Luzerner Nuntiatur, in: Zeitschrift für schweizerische Kirchengeschichte 88 (1994), S. 27–48.
- Die Beziehungen der Bundesrepublik Deutschland zum Heiligen Stuhl 1949–1966. Aus den Vatikanakten des Auswärtigen Amts. Eine Dokumentation. Köln u. a. 2000, ISBN 3412033995.
- La diplomazia pontificia. Da Silvestro I a Giovanni Paolo II. Milano 1998 (franz. Übersetzung: Paris 2001 [ISBN 2204064521]; span. Übersetzung: Madrid 2004 [ISBN 8479146974]).
- Geheim und effektiv. Über 1000 Jahre Diplomatie der Päpste. Augsburg 2010, ISBN 9783867441506.

### Studie o vzniku německé ústavy
- Der Parlamentarische Rat 1948–1949. Akten und Protokolle. Bd. 8, ISBN 3-7646-1946-5 (Rezension in FAZ), Bd. 10 (ISBN 3-486-56232-0), Bd. 11 (ISBN 3-486-56279-7), Bd. 12 (ISBN 3-486-56379-3) und 14 (ISBN 9783486565645). Harald Boldt Verlag, Boppard, bzw. Oldenbourg, München 1995–2009.
- Der Parlamentarische Rat 1948–1949. Göttingen 1998, ISBN 3525013663 (Rezension bei H-Soz-u-Kult). Überarbeitete Neuausgabe. Mit einem Geleitwort von Bundestagspräsident Norbert Lammert, Göttingen 2008, ISBN 9783525367551 (Rezension bei Das Parlament, Rezension in der Zeit sowie Rezension in der FAZ).
- Die Entstehung des Grundgesetzes für die Bundesrepublik Deutschland 1949. Stuttgart 1999, ISBN 3150170206.
- Anmerkungen zu Urschrift und Faksimileausgaben des Grundgesetzes für die Bundesrepublik Deutschland vom 23. Mai 1949. In: Zeitschrift für Parlamentsfragen 35 (2004), S. 199–219.
- Der Parlamentarische Rat und das Grundgesetz für die Bundesrepublik Deutschland 1948 bis 1949. Option für die Europäische Integration und die Deutsche Einheit. Hrsg. von der Konrad-Adenauer-Stiftung, Berlin 2008, ISBN 9783940955098 (online (PDF; 692 kB) auf der Website der Konrad-Adenauer-Stiftung).

### Studie o katolicismu a národním socialismu
- Pius XII. und Deutschland. Göttingen 2000, ISBN 3525340265 (Text auf Google Books, Rezension bei H-Soz-u-Kult).
- Der „Stellvertreter“ von Rolf Hochhuth in der Innen- und Außenpolitik der Bundesrepublik Deutschland. Mit einem Anhang ausgewählter Aktenstücke aus den Vatikanakten des Auswärtigen Amtes. In: Geschichte im Bistum Aachen, Beiheft 2, 2001/2002: Von Pius XII. bis Johannes XXIII. Hrsg. vom Geschichtsverein für das Bistum Aachen e. V., Neustadt a. d. Aisch 2001, S. 127–177.
- Goldhagens unwillige Kirche. Alte und neue Fälschungen über Kirche und Papst während der NS-Herrschaft, München 2003, ISBN 3789281271.
- Kurt Georg Kiesinger und seine Berliner Studentenkorporation Askania auf dem Weg ins „Dritte Reich“. In: Günter Buchstab/Philipp Gassert/Peter Thaddäus Lang (Hrsg.): Kurt Georg Kiesinger 1904–1988. Von Ebingen ins Kanzleramt. Hrsg. im Auftrag der Konrad-Adenauer-Stiftung e. V., Herder Verlag, Freiburg im Breisgau 2005, S. 149–199, ISBN 3451230062.
- Mitläufer, Feiglinge, Antisemiten? Katholische Kirche und Nationalsozialismus. Augsburg 2009, ISBN 9783867440653.

### Studie o dějinách vědy a univerzit
- Pius XI. und Paul Fridolin Kehr. Begegnungen zweier Gelehrter, in: Archivum Historiae Pontificiae 32 (1994), S. 293–327.
- Leo Just: Briefe an Hermann Cardauns, Paul Fridolin Kehr, Aloys Schulte, Heinrich Finke, Albert Brackmann und Martin Spahn 1923–1944. Hrsg., eingeleitet und kommentiert von Michael F. Feldkamp, Frankfurt am Main, u. a. 2002, ISBN 3631389310 (Rezension bei H-Soz-u-Kult und Rezension in der FAZ, vgl. auch Rezensionsnotiz zu FAZ auf perlentaucher.de).
- 150 Jahre Katholischer Studentenverein Askania-Burgundia im Kartellverband Katholischer Deutscher Studentenvereine (KV) zu Berlin 1853–2003. Berlin 2006 (online; PDF; 2,4 MB).
- Helmut Coing: Für Wissenschaften und Künste. Lebensbericht eines europäischen Rechtsgelehrten, hrsg., kommentiert und mit einem Nachwort von Michael F. Feldkamp, Berlin 2013 ISBN 978-3-428-14253-8

### Studie o dějinách Spolkového sněmu
- Der Deutsche Bundestag – 100 Fragen und Antworten. Baden-Baden: 1. Auflage 2009, ISBN 9783832935269; 2. Auflage 2013 ISBN 9783832956080 (Rezension Archivováno 2. 3. 2016 na Wayback Machine. bei Das Parlament und Rezension in der Neuen Osnabrücker Zeitung).
- Karl Mommer und die Anfänge des Deutschen Bundestages. In: Julia von Blumenthal, Helmar Schöne (Hrsg.): Parlamentarismusforschung in Deutschland. Ergebnisse und Perspektiven 40 Jahre nach Erscheinen von Gerhard Loewenbergs Standardwerk zum Deutschen Bundestag (= Studien zum Parlamentarismus. Bd. 13). Nomos-Verlags-Gesellschaft, Baden-Baden 2009, ISBN 978-3-8329-4621-0, S. 231–256.
- „Hammelsprung“ und Parlamentssymbolik im Reichstagsgebäude der Kaiserzeit. Ergänzungen zum Beitrag von Kai Zähle, in: Zeitschrift für Parlamentsfragen 39 (2008), S. 35–41.
- (zusammen mit Dirk Kunze:) Mit Frack im Parlament. Ein Beitrag zur parlamentarischen Kultur und politischen Symbolik im Deutschen Bundestag. Mit einem Geleitwort des Präsidenten des Deutschen Bundestages Norbert Lammert, Baden-Baden 2009, ISBN 9783832935252 (Rezension Archivováno 2. 3. 2016 na Wayback Machine. bei Das Parlament).
- Der Bundestagspräsident. Amt – Funktion – Person. 16. Wahlperiode, hrsg. von Michael F. Feldkamp, München 2007, ISBN 978-3-7892-8201-0; 17. Wahlperiode München 2011, ISBN 978-3-7892-8213-3; 18. Wahlperiode Hamburg 2014, ISBN 978-3-95768-143-0.
- Datenhandbuch zur Geschichte des Deutschen Bundestages 1990 bis 2010. Baden-Baden 2011, ISBN 9783832962371 (online mit Recherchemöglichkeit auf der Website des Deutschen Bundestags, Rezension Archivováno 31. 1. 2016 na Wayback Machine. in der Wirtschaftswoche und Rezension Archivováno 2. 3. 2016 na Wayback Machine. bei Das Parlament).
- (zusammen mit Ralph Igel:) Die Polizei des Bundestagspräsidenten in parlamentsgeschichtlicher Perspektive, in: Zeitschrift für Parlamentsfragen 44 (2013), Heft 1, S. 126-136 vgl.: Zusammenfassung.
- Der Zwischenruf „Der Bundeskanzler der Alliierten!" und die parlamentarische Beilegung des Konfliktes zwischen Konrad Adenauer und Kurt Schumacher im Herbst 1949. In: Von Freiheit, Solidarität und Subsidiarität – Staat und Gesellschaft der Moderne in Theorie und Praxis. Festschrift für Karsten Ruppert zum 65. Geburtstag, Hrsg. von Markus Raasch und Tobias Hirschmüller (= Beiträge zur Politischen Wissenschaft, Bd. 175), Duncker & Humblot: Berlin 2013, ISBN 978-3-428-13806-7, S. 665–708.

### Různé
- Regentenlisten und Stammtafeln zur Geschichte Europas. Vom Mittelalter bis zur Gegenwart, Stuttgart 2002, ISBN 3150170346.
- Franz Roman Nüßlein (1909–2003) und die sog. „Nachruf-Affäre des Auswärtigen Amtes im Jahre 2005, in: 1863–2013. Festschrift zum 150. Stiftungsfest des katholischen Studentenvereins Arminia, Bonn 2013, S. 74–101. ISBN 978-3-00-041979-9
- Was heißt Abendland? Ein alter Ausdruck ist derzeit wieder als Schlagwort präsent. Woher kommt er? Wofür steht er? In: Die Tagespost vom 7. Januar 2015. Online: .